# Pierre Coupel
Pour les articles homonymes, voir Coupel.
Pierre Coupel (Coutances, 23 septembre 1899 - Paris 16e, 1er juillet 1983) est un architecte DPLG et archéologue français.

## Biographie
Membre du Service des antiquités du haut-commissariat à Beyrouth (1931-1946), il dégage et restaure le Krak des Chevaliers et, entre autres, effectue avec Paul Collart d'importantes fouilles au sanctuaire de Baalbek.
Agent des Bâtiments de France (1946-1950), et chargé de mission par Henri Szeyrig (Directeur des Bâtiments de France) Pierre Coupel travaille en Syrie sur plusieurs sites historiques. En 1953, il participe avec Edmond Frézouls à l'étude des théâtres de Chahba-Philippopolis et de Cyrrhus). Il devient en 1956 Directeur du Bureau d'Architecture Antique de Paris au CNRS.
En 1958, avec l'historien Pierre Demargne, il effectue plusieurs recherches archéologiques et travaux de reconstitution ( dont le Temple des Néréides, exposé au British Muséum de Londres), ainsi qu'avec Henri Metzger en 1963 à Xanthos (Lycie).

## Travaux
- L'autel monumental de Baalbek, 1951
- Le théâtre de Philippopolis en Arabie, 1956